# Andri Helgason
Andri Mar Helgason (* 11. Dezember 1995) ist ein isländischer Eishockeyspieler, der seit 2015 erneut bei Ísknattleiksfélagið Björninn in der isländischen Eishockeyliga spielt.

## Karriere
Andri Helgason begann seine Karriere als Eishockeyspieler bei Ísknattleiksfélagið Björninn in der Hauptstadt Reykjavík, für den er bereits in der Spielzeit 2010/11 in der isländischen Liga debütierte. Bereits eine Saison später wurde er mit dem Klub isländischer Landesmeister. Ab jener Spielzeit spielte er neben seinen Einsätzen in der ersten Mannschaft auch in dem neu aufgestellten zweiten Team des Klubs, das sich Hunar nennt und dessen Kapitän er in der Spielzeit 2012/13 war. 2014 wagte er den Sprung nach Nordamerika in die kanadische Juniorenliga GMHL, wo er ein Jahr für die Almaguin Spartans auf dem Eis stand. Anschließend kehrte er zu Ísknattleiksfélagið Björninn zurück.

### International
Im Juniorenbereich spielte Andri Helgason bei den U18-Weltmeisterschaften 2011 in der Division III und 2012 in der Division II sowie den U20-Weltmeisterschaften 2012 in der Division III, als er zum besten Spieler seiner Mannschaft gewählt wurde, 2013, 2014 und 2015 jeweils in der Division II.
Sein Debüt in der Herren-Nationalmannschaft gab Andri Helgason als 18-Jähriger bei der Weltmeisterschaft 2014 in der A-Gruppe der Division II, wo er mit den Isländern den zweiten Platz hinter der estnischen Auswahl belegen konnte. Auch 2015 und 2016 spielte er mit den Nordmännern in der Division II. Zudem vertrat er seine Farben beim Qualifikationsturnier für die Olympischen Winterspiele in Pyeongchang 2018.
Neben seiner aktiven Karriere ist auch bereits als Trainer tätig und war bei der U18-Weltmeisterschaft 2016 in der Division I Assistenzcoach des isländischen Nachwuchses.

## Erfolge und Auszeichnungen
- 2011 Aufstieg in die Division II, Gruppe B, bei der U18-Weltmeisterschaft der Division III, Gruppe B
- 2012 Aufstieg in die Division II, Gruppe B, bei der U20-Weltmeisterschaft der Division III
- 2012 isländischer Meister mit Ísknattleiksfélagið Björninn